# Wang Yumjie
Wang Yumjie (nacida el 29 de julio de 1950) es un biatleta chino. Compitió en la prueba individual de 20 km en los Juegos Olímpicos de Invierno de 1980.